# Perovskia
Genre
Classification phylogénétique
Perovskia est un genre de plantes à fleurs de la famille des Lamiaceae. Ses espèces sont parfois appelées « sauge d'Afghanistan », « lavande d'Afghanistan » ou « sauge de Russie ».
Cette plante s'adapte facilement à un nouveau milieu. Perovskia possède des feuilles longues dont les coloris changent suivant les espèces et les saisons.
Selon Plants of the World Online, c'est un synonyme de Salvia (Salvia subg. Perovskia).

## Liste des espèces
Neuf espèces sont actuellement acceptées au sein de ce genre :
- Perovskia abrotanoides Kar.
- Perovskia angustifolia Kudrjasch.
- Perovskia artemisioides Boiss.
- Perovskia atriplicifolia Benth.
- Perovskia botschantzevii Kovalevsk. & Kochk.
- Perovskia kudrjaschevii Gorschk. & Pjataeva
- Perovskia linczevskii Kudrjasch.
- Perovskia scrophulariifolia Bunge
- Perovskia virgata Kudrjasch.

## Étymologie
Ce genre est dédié à Vassili Alexeïevitch Perovski (1794-1857), général et homme d'État russe.

## Sources
1. ↑  Plantes et jardins,
Perovskia
2. ↑  (en) Perovskia sur Plants of the World Online (site visité le 24 juillet 2025).